# Antiotricha directa
Antiotricha directa là một loài bướm đêm thuộc phân họ Arctiinae, họ Erebidae.